# Uchuusen Chikyuugou II
Uchuusen Chikyuugou  II (宇宙船地球号II, Uchūsen Chikyūgō II) é o Sétimo álbum de estúdio da banda LAZY. Foi lançado em 6 de novembro de 2002 pela Lantis e tem 12 faixas.

## Produção
Sétimo álbum da LAZY, primeira banda de Hironobu Kageyama, que também tinha membros da Neverland e da Loudness. Foi o segundo álbum lançado pelo grupo após a reunião de 1998, quando lançaram o álbum Happy Time. Tal como este último, Uchuusen Chikyuugou II também possui músicas compostas para animes, com as músicas "Zone of the Enders", abertura de  Z.O.E Dolores, e "Legend of the Light". Esta última foi lançada num single com a canção "Angelique: Eien no Yakusoku", encerramento e abertura do anime Angelique: Seichi yori Ai o Komete, respectivamente.

## Recepção
Sobre o álbum, o site CD Journal disse que com "sons e desempenhos convincentes, pode-se sentir claramente a presença da banda" Também chamou o som de "ardente".
O álbum chegou à 95ª posição no Oricon Albums Chart.

## Legado
Foi ó último álbum da banda com a formação completa, já que Tanaka faleceu em 2006, e Higuchi, em 2008.

## Faixas
| N.º            | Título                                                                     | Letras            | Música                     | Arranjo        | Duração |  |
| 1.             | "Why"                                                                      | Hironobu Kageyama | H. Kageyama                | LAZY           | 6:56    |  |
| 2.             | "Rock on Me"                                                               | H. Kageyama       | H. Kageyama e Shunji Inoue | LAZY           | 6:23    |  |
| 3.             | "Driving High"                                                             | Akira Takasaki    | A. Takasaki                | LAZY           | 5:21    |  |
| 4.             | "Earth Ark (Uchuusen Chikyuugou)"                                          | A. Date           | A. Takasaki                | LAZY           | 5:23    |  |
| 5.             | "Midnight Cruising"                                                        | A. Takasaki       | A. Takasaki                | LAZY           | 4:46    |  |
| 6.             | "Naught Naughty (FUNK THE TRIPPER)"                                        | H. Kageyama       | H. Kageyama                | LAZY           | 5:35    |  |
| 7.             | "Make Me Wonder"                                                           | A. Takasaki       | A. Takasaki                | LAZY           | 4:54    |  |
| 8.             | "Young & Innocent"                                                         | H. Kageyama       | H. Kageyama                | LAZY           | 6:18    |  |
| 9.             | "After the Thrill Is Gone"                                                 | A. Takasaki       | A. Takasaki                | LAZY           | 5:21    |  |
| 10.            | "Zone of the Enders" (abertura de Z.O.E Dolores,i)                         | LAZY              | LAZY                       | LAZY           | 5:43    |  |
| 11.            | "Respect"                                                                  | H. Kageyama       | Munetaka Higuchi           | LAZY           | 5:12    |  |
| 12.            | "Legend of the Light" (encerramento de Angelique: Seichi yori Ai o Komete) | LAZY              | LAZY                       | LAZY           | 6:05    |  |
| Duração total: | Duração total:                                                             | Duração total:    | Duração total:             | Duração total: | 67:57   |  |

## Integrantes
- Hironobu Kageyama (Michell) - Vocal

- Akira Takasaki (Suzy) - Guitarra

- Hiroyuki Tanaka (Funny) - Baixo

- Shunji Inoue (Pocky) - Teclado

- Munetaka Higuchi (Davy) - Bateria